# Allison Wagner

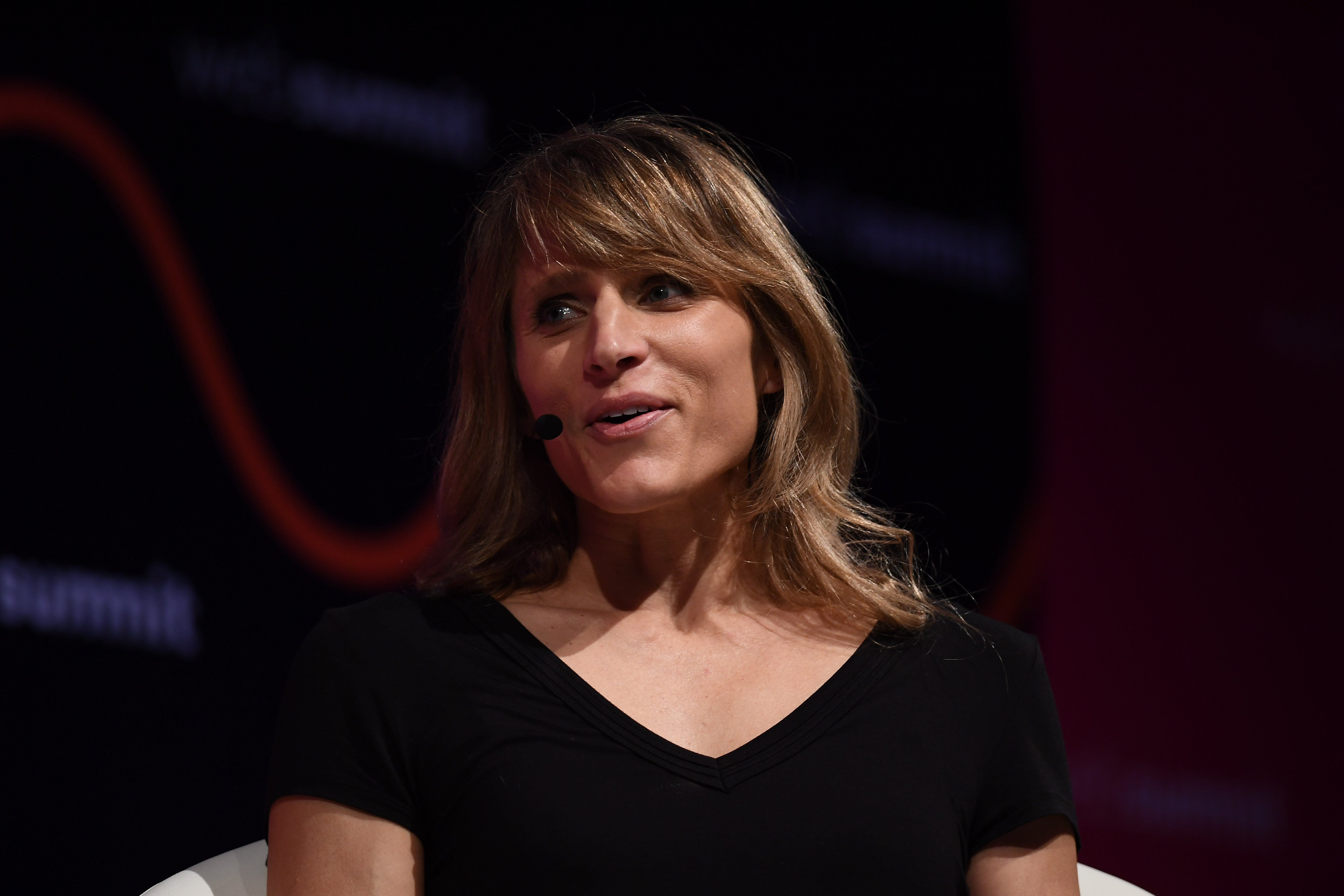
Allison Wagner

Allison Wagner (* 21. Juli 1977) ist eine ehemalige Schwimmerin aus den USA.
Bei den Weltmeisterschaften 1993 auf der Kurzbahn wurde sie über 200 m Lagen Weltmeisterin und gewann über 400 m Lagen die Silbermedaille. Ihr bei diesen Titelkämpfen aufgestellter Weltrekord hat bis heute (2007) Bestand. Bei den Olympischen Spielen 1996 in Atlanta gewann sie die Silbermedaille über 400 m Lagen.
Im Jahr 1994 wurde sie zu Amerikas Schwimmerin des Jahres gewählt. Im Jahr 2000 beendete sie ihre Laufbahn.